# Calymene
La calimene (gen. Calymene) è un artropode estinto appartenente ai trilobiti. I suoi resti sono stati ritrovati in Nordamerica, Sudamerica, Europa, Africa e Australia in terreni che vanno dal Siluriano inferiore al Devoniano medio (435-365 milioni di anni fa).

## Descrizione
Questo trilobite possedeva un capo (cephalon) semicircolare, con una glabella alta e convessa, superiore alle guance e sporgente dal margine anteriore del capo. Come per molti rappresentanti dell'ordine Phacopida, a margine del corpo non esistevano spine genali e le pleure erano decisamente arrotondate. Il torace era molto allungato e possedeva almeno 13 segmenti, e andava restringendosi verso la parte posteriore. La parte posteriore (pygidium) era corta, suddivisa in sei anelli molto marcati e un apice decisamente marcato. 

## Stile di vita
La calimene era un trilobite che viveva presso il fondale marino e si cibava di piccoli organismi presenti nel fango. Per difendersi dai predatori, questo animale poteva appallotolarsi su sé stesso: alcuni fossili, infatti, mostrano questo animale avvolto a palla. Questa capacità era ancora più accentuata in forme simili, come Flexicalymene. Tra le specie più note di calimene, da ricordare la specie tipo Calymene blumenbachi.